# Utu (tikanga maori)

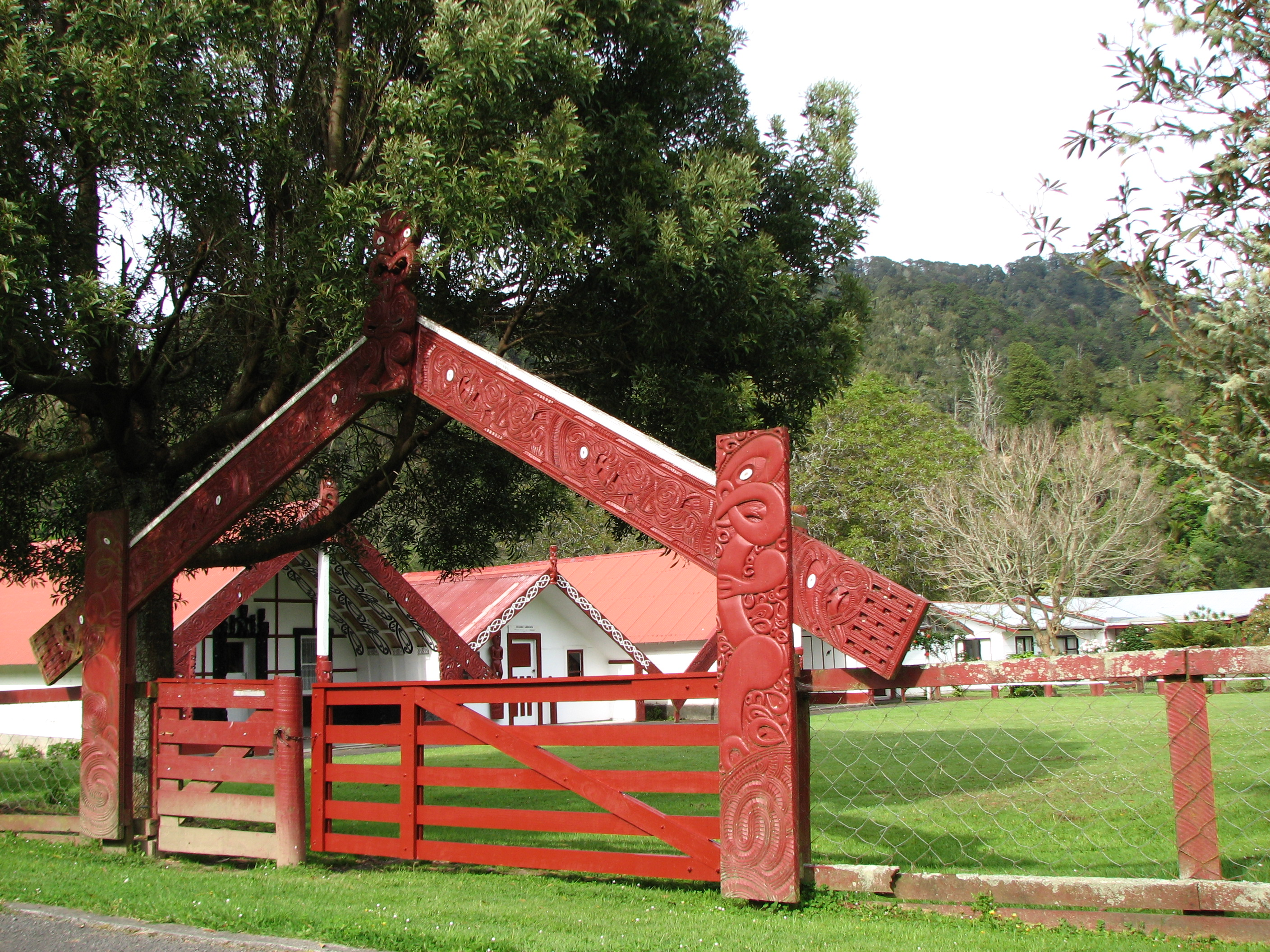
Pour Rod Barnett, l'utu est une réciprocité sociale qui s'exprime dans des espaces participatifs tels les marae (ici à Koriniti).

Pour les articles homonymes, voir Utu.
L'utu est un concept de la tikanga très polysémique, pour lequel l'équipe de rédaction du dictionnaire de maori juridique, à l'aboutissement d'une longue réflexion, a proposé l'introduction suivante : « L'utu détermine les droits et obligations qui existent entre les individus et les groupes sociaux. L'utu désigne l'établissement et le maintien d'un équilibre dans les relations. Cela peut se traduire par le droit de demander vengeance ou une indemnisation auprès d'une autre partie. L'exigence d'utu peut aussi passer par des voies pacifiques ou bénignes. »

## Histoire
Dans les traductions du Nouveau Testament en maori au XIXe siècle, le sacrifice de Jésus de Nazareth est pensé comme un utu compensant les péchés de l'humanité.
Lors de la colonisation de la Nouvelle-Zélande, les Européens portent un jugement négatif sur la pratique de l'utu, qu'ils traduisent généralement par « vengeance ». Dans la vision stéréotypée de la culture maorie héritée de cette époque, les expéditions guerrières taua (en) que se livrent les groupes autochtones n'auraient pas d'autre sens qu'une vengeance immodérée, et les captifs de guerre seraient forcément des « esclaves ». Vers la fin du XXe siècle, l'historienne Angela Ballara (en) argumente que ces préjugés empêchent de comprendre les nuances des conflits maoris, et en particulier le rôle qu'y jouent les concepts de mana et de tapu.

## Politique
Selon Kassie Hartendorp, le principe d'équilibre de l'utu est le contraire de l'inégalité qui caractérisent les échanges sous le capitalisme.

## Anthropologie
À travers une étude des procédures utu dans l'histoire des guerres entre les iwis Te Aupōuri (en) et Te Rarawa (en), Joan Metge argumente que la réciprocité inhérente à cette pratique s'inscrit dans une économie de don générale au sein de la société maori.

## Jurisprudence
En 2022, la Cour suprême de Nouvelle-Zélande rend l'arrêt Wairarapa Moana ki Pouākani Incorporation c. Mercury NZ Ltd., dans lequel elle décide de faire appliquer un utu. Spécifiquement, l'arrêt considère que l'indemnité muru est un moyen approprié de rétablir l'harmonie ea après un délit hara. Le muru est une forme d'utu qui consiste en le transfert d'un bien, souvent une terre, alors appelée whenua muru. Le muru consiste non seulement en un don mais aussi en un accompagnement du rétablissement des bonnes relations.